# Tetranchyroderma multicirratum
Tetranchyroderma multicirratum är en djurart som tillhör fylumet bukhårsdjur, och som beskrevs av Lee och Chang 2007. Tetranchyroderma multicirratum ingår i släktet Tetranchyroderma och familjen Thaumastodermatidae. Inga underarter finns listade i Catalogue of Life.